# Igreja Unida de Cristo nas Filipinas
A Igreja Unida de Cristo nas Filipinas (IUCF) (em inglês:  United Church of Christ in the Philippines), é uma denominação protestante unida nas Filipinas, fundada em 1948 como uma fusão da Igreja Evangélica das Filipinas, Igreja Evangélica Unida,
Igreja Metodista Filipina e Discípulos de Cristo. Desde então, é a maior denominação protestante do país.

## História

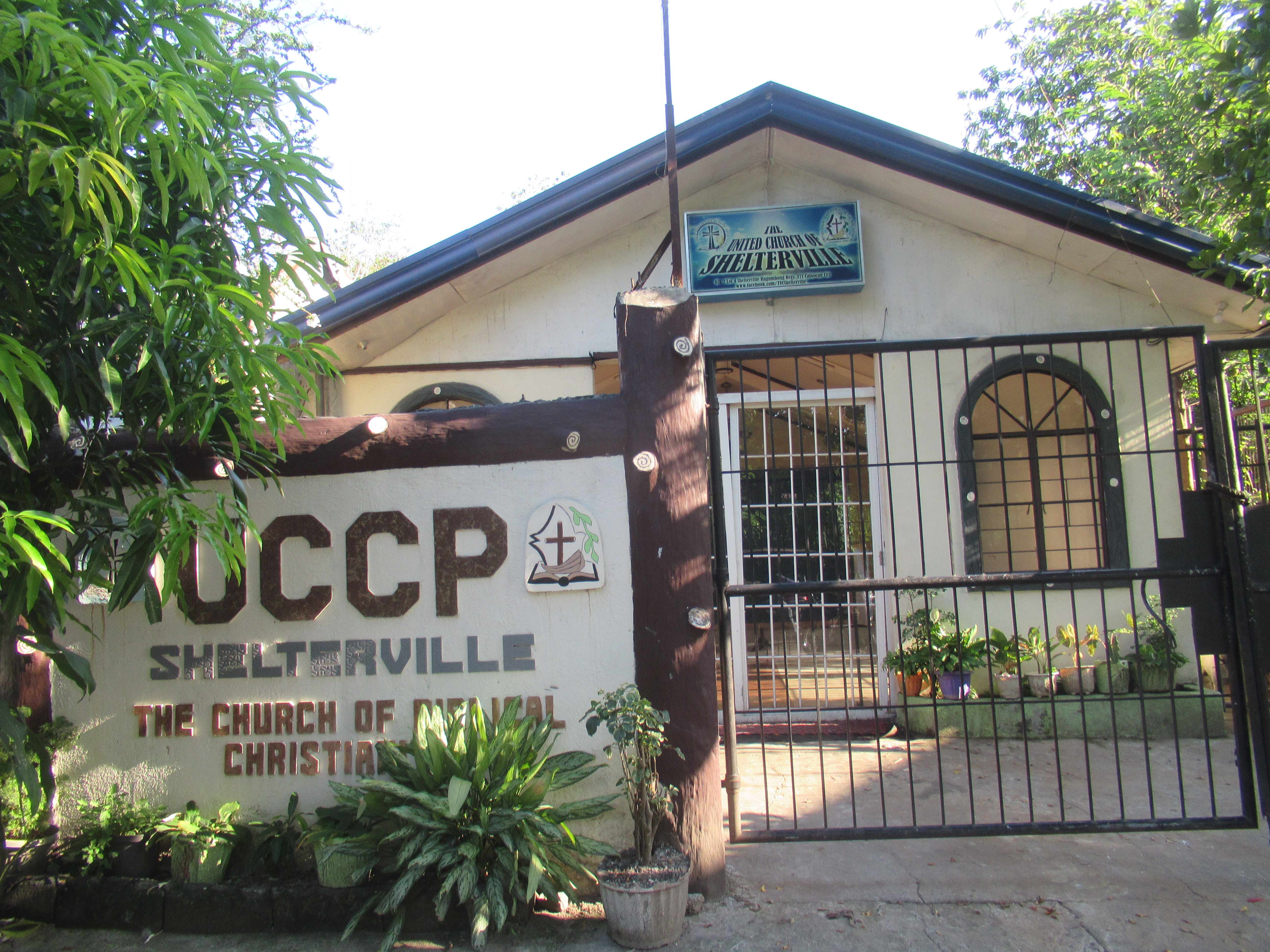
Igreja Unida de Cristo em Caloocan.

### Igreja Evangélica Unida
Em abril de 1901, missionários presbiterianos nas Filipinas convidaram missionários de outras igrejas evangélicas para uma conferência. O objetivo era discutir a possibilidade de uma união entre eles, para formarem uma só denominação. Participaram da conferência representantes da Igreja Metodista Episcopal, os Irmãos Unidos em Cristo (UBC), a Igreja Batista do Norte, a Aliança Cristã e Missionária, a Igreja Metodista Livre, a Sociedade Bíblica Britânica e Estrangeira, a Sociedade Bíblica Americana e da Igreja Presbiteriana (EUA). Em 26 de abril do mesmo ano, as denominações se uniram formando a "Igreja Evangélica Unida".

### Igreja Evangélica nas Filipinas
Em 1943 , sob a direção das Forças Imperiais Japonesas, foi formada a Igreja Evangélica mas Filipinas, unificando a Igreja Evangélica Unida, as Igrejas Cristãs e as Igrejas de Cristo, Discípulos de Cristo, a Igreja Evangélica Unida de Cristo, a Iglesia Evangelica Metodista nas Ilhas Filipinas, a Igreja Evangélica Nacional, a Igreja Metodista das Filipinas, alguns adventistas do sétimo dia e outras igrejas. Foi a primeira união de igrejas sob plena liderança filipina.
Após a Segunda Guerra Mundial, ex-presbiterianos e congregacionalistas reconstituíram a Igreja Evangélica Unida. Por outro lado, os ex-Irmãos Unidos em Cristo, juntamente com a Igreja de Cristo (Discípulos de Cristo) e as congregações independentes permaneceram como a Igreja Evangélica nas Filipinas. 
Como os adventistas do sétimo dia foram forçados pela guerra a aderir à fusão, eles imediatamente deixaram a Igreja Evangélica das Filipinas após a guerra.

### Igreja Unida de Cristo nas Filipinas
| Ano  | Membros |
| ---- | ------- |
| 1990 | 902.446 |
| 2000 | 416.681 |
| 2010 | 449.028 |
| 2020 | 470.792 |

Em maio de 1948, a Igreja Evangélica Unida, a Igreja Metodista Filipina, a Igreja Evangélica das Filipinas, algumas congregações da Igreja Evangélica Unida de Cristo, a Convenção da Igreja Cristã (Discípulos de Cristo) do Norte de Luzon, a Iglesia Evangelica Nacional e algumas congregações da Iglesia Evangelica Metodista nas Ilhas Filipinas se uniram para formar a Igreja Unida de Cristo nas Filipinas.
Em 1990, a denominação tinha 902.446 membros, de acordo com o censo nacional.
Em 2006 a igreja relatou ao Conselho Mundial de Igrejas que tinha 2.564 congregações, 1.593 pastores e cerca de 1.500.000 membros.
Todavia, nos anos seguintes, a igreja declinou. O Censo de 2020 encontrou apenas 470.792 membros.

## Doutrina
A denominação permite a ordenação de mulheres, apoia o casamento entre pessoas do mesmo sexo e aceitação de membros homossexuais incondicionalmente.

## Relações intereclesiásticas
A denominação é membro do Conselho Mundial de Igrejas, Comunhão Mundial das Igrejas Reformadas e do Concílio Metodista Mundial.